# Bizacena
Bizacena è stata una provincia romana in quella che oggi è la Tunisia.
Alla fine del III secolo, l'imperatore Diocleziano divise la grande provincia romana dell'Africa Proconsolare in tre province più piccole: Zeugitana al nord, ancora governata da un proconsole e denominata Proconsolare, Bizacena, e Tripolitania a sud. Essa corrisponde grosso modo alla odierna regione tunisina del Sahel.
Il governatore civile provinciale ebbe prima grado di praeses, poi di consularis, mentre un dux doveva, dopo le riconquiste di Giustiniano I, comandare l'esercito. La capitale della provincia di Bizacena era Adrumeto (in latino Hadrumetum), la moderna Susa. Dopo Cartagine, era la più importante città dell'Africa romana. Altra importante città era Abari, sede vescovile, di cui, però non sono stati individuati resti archeologici né si conosce l'esatta localizzazione.
La provincia condivise il destino del resto dell'Africa romana conquistata dagli Arabi nel 698.